# Jonathan Learoyd
Jonathan Learoyd, född 3 november 2000 i London i England, är en fransk-brittisk backhoppare. Han deltog i Olympiska vinterspelen 2018 i Pyongchang där hans bästa placering blev en tjugosjunde plats i normalbacke. Han deltog även i Världsmästerskapen i nordisk skidsport 2019 i Innsbruck/Seefeld där han som bäst blev tjugosexa i normalbacke.

## Biografi
Learoyd har dubbla medborgarskap men är uppväxt i Albertville och tävlar för Frankrike och skidklubben i Courchevel.
Även hans yngre bror Louis är backhoppare.

## Meriter
Jonathan Learoyd blev sexa i Juniorvärldsmästerskapen i nordisk skidsport 2018 i Kandersteg i Schweiz. Hans bästa placering från Världscupen i backhoppning är en tjugofemte plats från Holmenkollen 2018. Han har även en seger och två andraplatser från Continentalcupen. 2017 blev han tvåa i European Youth Olympic Festival i Erzurum i Turkiet.